# Pínax

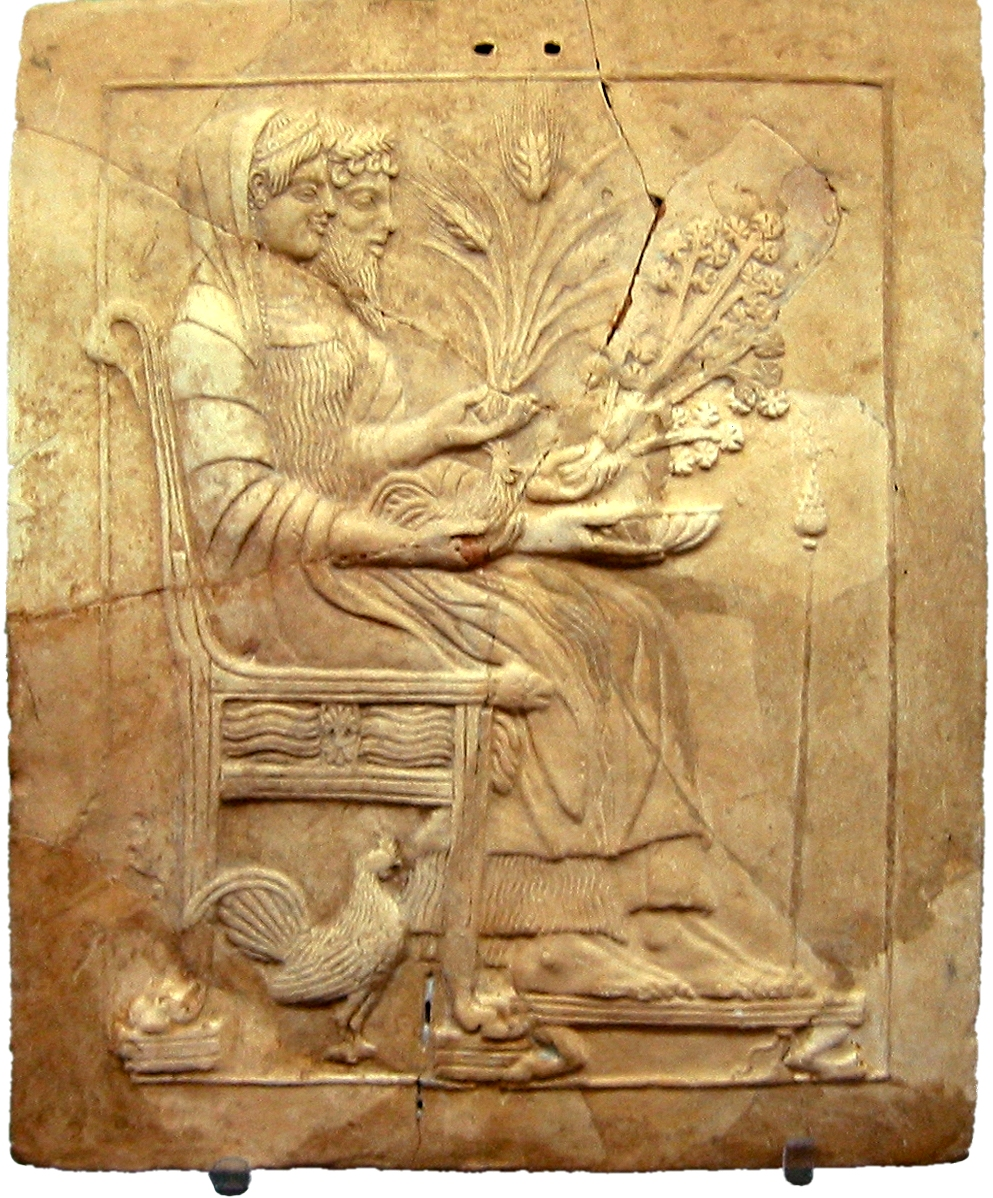
Pínax de Perséfone y Hades de Locri (Museo Nacional de la Magna Grecia en Regio de Calabria).

Dentro de la cultura de la Antigua Grecia y Magna Grecia, un pínax (en griego πίναξ "tabla", plural pínakes πίνακες) es una tablilla votiva de madera pintada, terracota, mármol o bronce, que se utilizaba como objeto votivo, depositado en un santuario, o como artículo conmemorativo, fijándolo dentro de una cámara mortuoria. En la vida cotidiana, pínax también podía indicar una tablilla para escribir cubierta en cera. En un contexto cristiano, los iconos («imágenes») pintados son pínakes. En el teatro de la Antigua Grecia, eran imágenes coloridas, ya sea talladas en piedra o madera, o incluso fabricadas con tela, que se colgaban como fondo en las escenas.
Los pínakes de mármol se esculpían individualmente, mientras que los de terracota se realizaban en moldes, y los de bronce podían crearse en forma repetitiva a partir de un modelo al que se le tomaba un molde de cera y resina, siguiendo la técnica denominada moldeo a la cera perdida. En Locri se han recuperado miles de pínakes cuidadosamente sepultados que, en su mayoría, pertenecieron a los santuarios de Perséfone o al de Afrodita. 
El arquitecto romano Vitruvio menciona la presencia de pínakes en las cellas de los templos, e incluso como posesión de las personas. Estas colecciones se denominaban una pinakotheka, que actualmente es el término para designar a un museo de arte.
Calímaco, poeta y curador de la Biblioteca de Alejandría, confeccionó una especie de índice o «mapa pictórico» del contenido de la biblioteca, al que llamó Pínakes.
Las pínakes son un rasgo característico de las colecciones clásicas pertenecientes a los museos más extensos.

## Títulos de obras literarias
- Pinakes, uno de los primeros catálogos bibliográficos, Calímaco de Cirene, siglo III a. C..
- Pinax theatri botanici ("Exposición ilustrada de plantas"), del botánico suizo Gaspard Bauhin, 1623